# Андре Шеньє
Андре Марі де Шеньє (фр. André Marie de Chénier, 30 жовтня 1762 Константинопіль — 25 липня 1794, Париж) — французький поет, журналіст і політичний діяч.

## Життєпис
Шеньє народився в Константинополі в сім'ї французького дипломата. Виховувався в Парижі, де у матері був салон, який відвідували багато літераторів, вчених і художників.
Умовно життєвий шлях Шеньє можна розділити на два основних етапи. Перший етап життя Шеньє ознаменувався лише подорожами у Швейцарію й Італію. До цього часу відносяться поетичні твори Шеньє на античні мотиви, а також вірші про привільне молоде життя в Парижі.
Після повернення з Англії, що збіглося з подіями 1789 року, починається другий період короткого життя Шеньє, який сумно закінчився його смертю на ешафоті. Шеньє виступає в цей час вже вдумливим і сміливим патріотом і громадським діячем, і це знаходить відображення в його поетичній творчості. Увага і спостережливість Шеньє, які він виявляв до життя, помітні в його ранніх нотатках про різні характери, що дозволяють порівнювати Шеньє з Лабрюєром. Але тепер Шеньє не тільки спостерігач, а й учасник життя. У 1789 році Шеньє був у «Товаристві Трюденів», заснованому його друзями і товаришами по Наваррському колежу, братами Трюденамі і де Панж. Разом з ними він гаряче вітав революцію. Сама назва друкованого органу товариства: «Journal de la société de 1789» характеризує настрої.

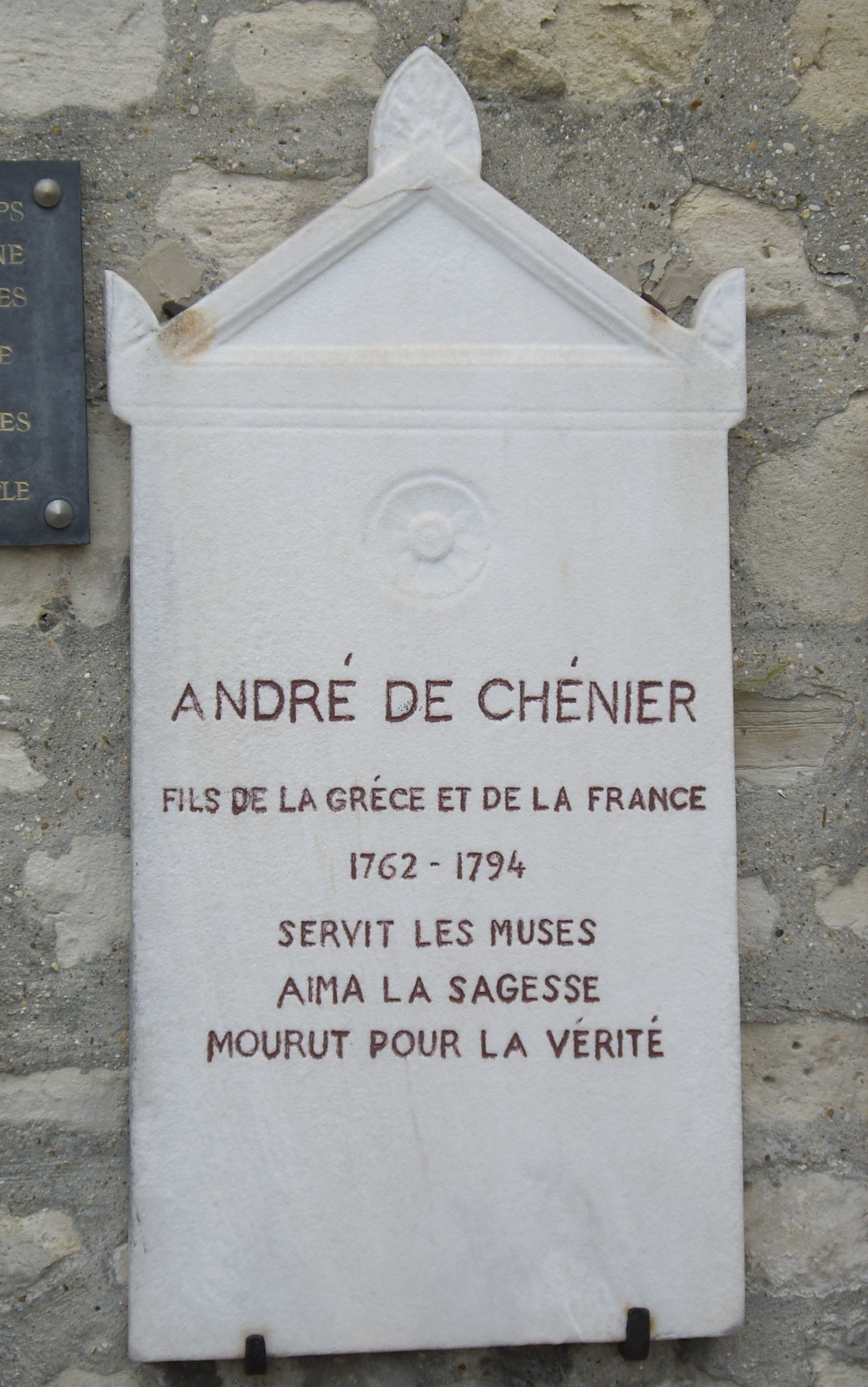
Меморіальна дошка Андре Шеньє на цвинтарі Пікпюс

Однак Шеньє і його друзі були стурбовані антиконституційною діяльністю клубів, що порушувала правильну і спокійну творчу роботу уповноважених країни. Брат Шеньє Марі-Жозеф зближується з якобінцями, але сам Андре покладає всі надії на діяльність законодавців. Про це перша політична стаття Шеньє: «Порада французькому народові про його справжніх ворогів», датована 28 серпня 1790 року. Під ворогами народу Шеньє мав на увазі якобінців; він продовжував критикувати їх в своїх статтях, що з'явилися в 1792 році в журналі «Journal de Paris». Найбільш відома з них присвячена святкуванню повсталих солдатів швейцарського полку Шатова. Шеньє виступав з промовами в Клубі фельянів, і саме цей успіх привів Шеньє в журналістику. Із захопленням політикою політизується і його муза: Шеньє пише оду Шарлотті Корде. Вона примітна тим, що відображає ставлення Шеньє до політики. На противагу своєму братові, Шеньє тримається надзвичайно гордо і незалежно. Він викриває демагогів, в яких бачить нову породу підлабузників. Сам він при цьому приміряє красиву тогу самотнього і незрозумілого. «Добре, чесно і солодко, — пише він в одній зі статей, — заради строгих істин піддаватися ненависті безсоромних деспотів, що тиранять свободу в ім'я самої свободи». Гірким пророкуванням звучить в оді до Шарлотті Корде вихваляння «благородної презирливої усмішки», з якою треба зустрічати кару за свої переконання. Найжорсткішими до якобінців були статті в «Journal de Paris»: «Про причини чвар, що призводять до сум'яття Францію й зупиняють введення в ній свободи» (26 лютого 1792 г.) і «Лист Людовика XVI до французького народу». Шеньє пропонував навіть виголосити промову на захист короля.
Такого роду політична діяльність сама по собі в ті часи гарячої боротьби була небезпечною. Якобінці його відверто ненавиділи. У 1792 році він на час залишає Париж і в тиші Версаля знову цілком віддається поезії. Залишилося невідомим, чому в самий розпал терору 1793 року Шеньє повернувся в Париж. Він був заарештований 7 березня 1794 року за підозрою у зносинах з роялістами і був страчений на гільйотині 25 липня 1794 року (8 термідора II року) разом з Жаном Руше. Похований на цвинтарі Пікпюс.
Нічого не відомо про те, як зустрів смерть Шеньє, але про його настрої в тюрмі можна судити за його «ямбами» і віршем «Молода в'язень», написаному в честь красуні герцогині Флері, уродженої Куаньи. Разом з Шеньє у в'язниці сиділи і його друзі Трюдени. Відразу після страти Шеньє його брат Марі-Жозеф був несправедливо звинувачений у байдужості до долі брата, яка призвела до його загибелі. Приводом до таких звинувачень стала гаряча газетна полеміка братів, в якій Марі-Жозеф, можливо, був занадто емоційний. Однак в останні дні життя брата він намагався зробити все можливе. Завдяки йому розгляд справи Шеньє кілька разів відкладався. Якби вдалося його відкласти ще на дві доби, то Шеньє, можливо, залишився б живий після падіння режиму Робесп'єра.